# Caranx hippos
Espèce
Statut de conservation UICN

 LC  : Préoccupation mineure
Caranx hippos (Linnaeus, 1776) dont le nom français est Carangue crevalle est un poisson marin d'assez grande taille de l'ordre des perciformes et de la famille des carangidés, vivant dans l'océan Atlantique au niveau des latitudes tempérées et tropicales. C'est par exemple le Carangidé le plus fréquent dans les eaux de Guyane française.

## Description
Le corps est allongé et assez comprimé et, comme tous les carangidés, les nageoires pectorales ont la forme d'une faucille. Deux épines existent devant les nageoires anales. Les petites écailles sont argentées latéralement, mais la partie dorsale est vert-bleu mélangée de reflets dorées. La nageoire anale est jaune vif. Il présente une tache noire bien spécifique au bord de l'opercule. La taille maximum serait d'environ 150 cm de long pour un poids de 32 kg, mais la plupart des individus adultes mesurent autour de 70 cm de long pour un poids d'environ 10 kg.

## Comportement
Caranx hippos vit en groupe de quelques individus et se comporte en carnassier pour son alimentation, composée de poissons, céphalopodes et crustacés benthiques comme les crevettes.

## Source
- Marc Léopold : Guide des poissons de mer de Guyane ; éditions Ifremer, 2004.